# Trihexyphenidyl
Trihexyphenidyl, auch Benzhexol und Trihex genannt, ist ein Arzneistoff. Er zählt zur Gruppe der Muskarinrezeptor-Antagonisten, ähnlich wie Atropin. Trihexyphenidyl hemmt selektiv die Wirkung von Acetylcholin auf die M1-Muskarin-Rezeptoren im Striatum des Gehirns. Trihexyphenidyl ist ein Anticholinergikum und wurde als Antiparkinsonmittel eingesetzt. Mittlerweile wird von der Anwendung bei dieser Indikation abgeraten. Es ist seit 1951 unter den Handelsnamen Artane und Parkopan zugelassen.
Der Arzneistoff besteht aus einem 1:1-Gemisch zweier enantiomeren chemischen Verbindungen aus der Gruppe der Aminoalkohole.

## Wirkung
Trihexyphenidyl hat eine entspannende Wirkung auf die glatte Muskulatur. Dies verringert den Tremor bei der Parkinson-Krankheit.

## Gewinnung und Darstellung
Trihexyphenidyl kann auf zwei Wegen dargestellt werden.
Im ersten Schritt von Weg 1 wird 2-(1-Piperidino)propiophenon durch Aminomethylierung von Acetophenon mit Piperidin und Paraformaldehyd gewonnen (Mannich-Reaktion). Im zweiten Schritt reagiert dieses mit Cyclohexylmagnesiumbromid in einer Grignard-Reaktion.

Für die 2. Synthese wird Benzol mit Cyclohexancarbonsäurechlorid im Rahmen einer Friedel-Crafts-Acylierung zum Cyclohexylphenylketon umgesetzt. Das Keton reagiert anschließend mit 2-N-Piperidylethylmagnesiumchlorid in einer Grignard-Reaktion zu Trihexyphenidyl.

## Stereochemie
Trihexyphenidyl enthält ein Stereozentrum und besteht aus einem Gemisch von zwei Enantiomeren. Hierbei handelt es sich um ein Racemat, also ein 1:1-Gemisch von (R)- und der (S)-Form:
| Enantiomere von Trihexyphenidyl | Enantiomere von Trihexyphenidyl |
| ------------------------------- | ------------------------------- |
| (R)-Trihexyphenidyl             | (S)-Trihexyphenidyl             |